# Campionati europei di winter triathlon
I campionati europei di winter triathlon (in inglese Winter Triathlon European Championships) sono la massima competizione europea di winter triathlon per rappresentanti di federazioni nazionali.
Organizzati da Europe Triathlon, si tengono annualmente.

## Albo d'oro

### Élite uomini
| Edizione | Anno | Oro                  | Argento               | Bronzo                |
| -------- | ---- | -------------------- | --------------------- | --------------------- |
| I        | 1998 | Paolo Riva           | Mathias Holzner       | Juan Carlos Apilluelo |
| II       | 1999 | Paolo Riva (2)       | Juan Carlos Apilluelo | Nicolas Lebrun        |
| III      | 2000 | Paolo Riva (3)       | Martin Lang           | Juan Carlos Apilluelo |
| IV       | 2001 | Paolo Riva (4)       | Christoph Mauch       | Marc Ruhe             |
| V        | 2002 | Marc Ruhe            | Christoph Mauch       | Nicolas Lebrun        |
| VI       | 2003 | Benjamin Sonntag     | Marc Ruhe             | Thomas Schrenk        |
| VII      | 2004 | Patrik Kuril         | Thomas Schrenk        | Daniel Hehle          |
| VIII     | 2005 | Alessandro Degasperi | Nicolas Lebrun        | Víctor Lobo           |
| IX       | 2006 | Alf Roger Holme      | Arne Post             | Daniel Antonioli      |
| X        | 2007 | Andreas Svanebo      | Arne Post             | Daniel Antonioli      |
| XI       | 2008 | Andreas Svanebo (2)  | Florian Holzinger     | Heinz Planitzer       |
| XII      | 2009 | Arne Post            | Andreas Svanebo       | Daniel Antonioli      |
| XIII     | 2010 | Andreas Svanebo (3)  | Arne Post             | Daniel Antonioli      |
| XIV      | 2011 | Pavel Andreev        | Andreas Svanebo       | Marek Rauchfuss       |
| XV       | 2012 | Andreas Svanebo (4)  | Daniel Antonioli      | Nicolas Lebrun        |
| XVI      | 2013 | Pavel Andreev (2)    | Maxim Kuzmin          | Dmitriy Bregeda       |
| XVII     | 2015 | Pavel Andreev (3)    | Evgeny Kirillov       | Dmitriy Bregeda       |
| XVIII    | 2016 | Pavel Andreev (4)    | Maxim Kuzmin          | Pavel Yakimov         |
| XIX      | 2017 | Pavel Andreev (5)    | Oskars Muiznieks      | Dmitriy Bregeda       |
| XX       | 2018 | Pavel Andreev (6)    | Marek Rauchfuss       | Pavel Yakimov         |
| XXI      | 2019 | Dmitriy Bregeda      | Giuseppe Lamastra     | Pavel Yakimov         |
| XXII     | 2020 | Pavel Andreev (7)    | Giuseppe Lamastra     | Viorel Palici         |

### Élite donne
| Edizione | Anno | Oro                    | Argento             | Bronzo                |
| -------- | ---- | ---------------------- | ------------------- | --------------------- |
| I        | 1998 | Karin Möbes            | Martine Maud        | Sigrid Lang           |
| II       | 1999 | Marianne Vlasveld      | Gabi Pauli          | Karin Möbes           |
| III      | 2000 | Sigrid Lang            | Marianne Vlasveld   | Gabi Pauli            |
| IV       | 2001 | Marianne Vlasveld (2)  | Sigrid Lang         | Gabi Pauli            |
| V        | 2002 | Sigrid Lang (2)        | Marianne Vlasveld   | Jutta Schubert        |
| VI       | 2003 | Marianne Vlasveld (3)  | Sigrid Lang         | Jutta Schubert        |
| VII      | 2004 | Sigrid Lang (3)        | Gabi Pauli          | Jutta Schubert        |
| VIII     | 2005 | Sigrid Lang (4)        | Marianne Vlasveld   | Camilla Hott Johansen |
| IX       | 2006 | Sigrid Mutscheller     | Carina Wasle        | Camilla Hott          |
| X        | 2007 | Sigrid Mutscheller (2) | Eva Nyström         | Carina Wasle          |
| XI       | 2008 | Sigrid Mutscheller (3) | Carina Wasle        | Anke Kullmann         |
| XII      | 2009 | Camilla Hott           | Carina Wasle        | Tatiana Charochkina   |
| XIII     | 2010 | Marthe K Myhre         | Hanne Trønnes       | Emma Garrard          |
| XIV      | 2011 | Borghild Løvset        | Sarka Grabmullerova | Tatiana Charochkina   |
| XV       | 2012 | Helena Erbenová        | Borghild Løvset     | Andrea Huser          |
| XVI      | 2013 | Borghild Løvset (2)    | Helena Erbenová     | Elisabeth Sveum       |
| XVII     | 2015 | Olga Parfinenko        | Sarka Grabmullerova | Ana Casares           |
| XVIII    | 2016 | Olga Parfinenko (2)    | Yulia Surikova      | Romana Slavinec       |
| XIX      | 2017 | Helena Erbenová (2)    | Romana Slavinec     | Yulia Surikova        |
| XX       | 2018 | Yulia Surikova         | Nadezhda Belkina    | Sarka Grabmullerova   |
| XXI      | 2019 | Daria Rogozina         | Yulia Surikova      | Svetlana Sokolova     |
| XXII     | 2020 | Svetlana Sokolova      | Romana Slavinec     | Yulia Surikova        |

### Under 23 uomini
| Edizione | Anno | Oro                      | Argento           | Bronzo                |
| -------- | ---- | ------------------------ | ----------------- | --------------------- |
| IX       | 2006 | Tomas Jurkovic           | Martin Jandl      | Luis Lobo             |
| X        | 2007 | Jo T Nordskar            | Peter Viana       | Konstantin Lavrentyev |
| XI       | 2008 | Peter Viana              | Peter Mosny       | Gjermund Nordskar     |
| XII      | 2009 | Peter Mosny              | Dmitriy Bregeda   | Johan Noraker Nossen  |
| XIII     | 2010 | Dmitriy Bregeda          | Peter Mosny       | Pavel Khanzhin        |
| XIV      | 2011 | Maxim Kuzmin             | Michael Obrist    | Felix Waldhuber       |
| XV       | 2012 | Pavel Yakimov            | Pavel Khanzhin    | Martin Husek          |
| XVI      | 2013 | Viktor Kuznetsov         | Pavel Yakimov     | Dmitry Koltsov        |
| XVII     | 2015 | Pello Osoro              | Pavel Yakimov     | Fedor Golubev         |
| XVIII    | 2016 | Roman Vasin              | Fedor Golubev     | Andres Nops           |
| XIX      | 2017 | Roman Vasin (2)          | Kirill Tarakanov  | Anton Matrusov        |
| XX       | 2018 | Alessandro Saravalle     | Aleksandr Vasilev | Anton Matrusov        |
| XXI      | 2019 | Alessandro Saravalle (2) | Evgenii Evgrafov  | Ivan Zalavtsev        |
| XXII     | 2020 | Franco Pesavento         | Mario Kosut       | Ivan Zalavtsev        |

### Under 23 donne
| Edizione | Anno | Oro               | Argento                | Bronzo                 |
| -------- | ---- | ----------------- | ---------------------- | ---------------------- |
| IX       | 2006 | Radka Vodickova   | Lydia Weydahl          | Emilie Darras          |
| X        | 2007 | Germaine Roullet  | Yuliya Barabash        |                        |
| XI       | 2008 | Yuliya Barabash   | Germaine Roullet       |                        |
| XII      | 2009 | Elisabeth Sveum   | Helen Schmidt          | Yuliya Barabash        |
| XIII     | 2010 | Tuva Toftdahl     | Elisabeth Sveum        | Anna Evseeva           |
| XIV      | 2011 | Tone Dalen        | Margarita Ovsyannikova |                        |
| XV       | 2012 | Romana Slavinec   | Tone Dalen             | Margarita Ovsyannikova |
| XVI      | 2013 | Tatiana Bregeda   | Margarita Ovsyannikova | Ilaria Titone          |
| XVII     | 2015 | Yana Lavnikovich  | Maite Murgia           |                        |
| XVIII    | 2016 | Iuliia Baiguzova  | Natalie Grabmullerova  |                        |
| XIX      | 2017 | Daria Rogozina    | Iuliia Baiguzova       | Kristina Biriukova     |
| XX       | 2018 | Nadezhda Belkina  | Edith Vakaria          | Anna Swoboda           |
| XXI      | 2019 | Daria Rogozina    | Svetlana Sokolova      | Nadezhda Belkina       |
| XXII     | 2020 | Svetlana Sokolova | Maria Luiza Rasina     | Lydia Drahovska        |

### Junior uomini
| Edizione | Anno | Oro               | Argento                | Bronzo               |
| -------- | ---- | ----------------- | ---------------------- | -------------------- |
| IX       | 2006 | Robert Gehbauer   | Ola G Bustad           | Simone Di Mattia     |
| X        | 2007 | Gjermund Nordskar | Nicolas Jeantet        | Julian Mutterer      |
| XI       | 2008 | Alois Knabl       | Vit Zahula             | Felix Waldhuber      |
| XII      | 2009 | Felix Waldhuber   | Pavel Yakimov          | Pavel Khanzhin       |
| XIII     | 2010 | Martin Nyenget    | Håkon Karlstad         | Pavel Yakimov        |
| XIV      | 2011 | Pavel Yakimov     | Andreas S Johansen     | Alexey Chumakov      |
| XV       | 2012 | Pavel Eliseev     | Zhorzh Basyuk          | Alessandro Saravalle |
| XVI      | 2013 | Roman Vasin       | Zhorzh Basyuk          | Nikita Mandrik       |
| XVII     | 2015 | Pablo Verdoy      | Txomin Osoro Gutierrez | Carlos Lopez Quilis  |
| XVIII    | 2016 | Anton Matrusov    | Marco Liporace         | Henry Räppo          |
| XIX      | 2017 | Aleksandr Vasilev | Davide Ingrilli        | Kirill Kvitko        |
| XX       | 2018 | Alberto Rabellino |                        |                      |
| XXI      | 2019 | Simone Avondetto  | Leonord Stefan Hincu   | Botond Zoldi         |
| XXII     | 2020 | Vladislav Semenov | Yaroslav Kurilenok     | Dmitrii Zotov        |

### Junior donne
| Edizione | Anno | Oro                   | Argento               | Bronzo                  |
| -------- | ---- | --------------------- | --------------------- | ----------------------- |
| IX       | 2006 | Verona Sovcikova      | Johana Sovcikova      | Nina Morgenstern        |
| X        | 2007 | Monika Kadlecova      | Angelika Perfler      | Beatrice Wondratschek   |
| XI       | 2008 | Lisa Perterer         | Monika Kadlecova      | Stefanie Hofer          |
| XII      | 2009 | Kairi Schmidt         | Jana Pastuchova       | Monika Kadlecova        |
| XIII     | 2010 | Tone Dalen            | Ida S. Snortheim      | Marianne Madsen         |
| XIV      | 2011 | Alla Rumyatseva       |                       |                         |
| XV       | 2012 | Tatiana Loginova      | Tatiana Vancova       | Ilaria Titone           |
| XVI      | 2013 | Stefania Shamshurina  | Natalie Grabmullerova | Kseniia Belkina         |
| XVII     | 2015 | Sara Martinez Laguna  | Maria Anguix          | Raquel Benito Rodriguez |
| XVIII    | 2016 | Merili Sirvel         | Mairis Õispuu         | Liis Jääger             |
| XIX      | 2017 | Polina Tarakanova     | Iulia Skriabina       | Lydia Drahovska         |
| XX       | 2018 | Polina Tarakanova (2) |                       |                         |
| XXI      | 2019 | Zuzana Michalickova   | Margareta Bicanova    | Ekaterina Karpova       |
| XXII     | 2020 | Margareta Bicanova    | Polina Sadovaia       | Anastasiia Nepomilueva  |

## Medagliere Élite
| Pos. | Paese         | Oro | Argento | Bronzo |    |
| ---- | ------------- | --- | ------- | ------ | -- |
| 1    | Russia        | 13  | 6       | 11     | 30 |
| 2    | Germania      | 8   | 8       | 9      | 25 |
| 3    | Norvegia      | 6   | 5       | 3      | 14 |
| 4    | Italia        | 5   | 3       | 4      | 12 |
| 5    | Svezia        | 4   | 3       | 0      | 7  |
| 6    | Paesi Bassi   | 3   | 3       | 0      | 6  |
| 7    | Rep. Ceca     | 2   | 4       | 2      | 8  |
| 8    | Svizzera      | 1   | 3       | 2      | 6  |
| 9    | Liechtenstein | 1   | 1       | 1      | 3  |
| 10   | Slovacchia    | 1   | 0       | 0      | 1  |
| 11   | Austria       | 0   | 5       | 3      | 8  |
| 12   | Spagna        | 0   | 1       | 4      | 5  |
| 13   | Francia       | 0   | 1       | 3      | 4  |
| 14   | Lettonia      | 0   | 1       | 0      | 1  |
| 15   | Stati Uniti   | 0   | 0       | 1      | 1  |
| 15   | Romania       | 0   | 0       | 1      | 1  |

## Edizioni
| Ed.   | Anno | Sede                 | Nazione       |
| ----- | ---- | -------------------- | ------------- |
| I     | 1998 | Malles               | Italia        |
| II    | 1999 | Malles               | Italia        |
| III   | 2000 | Donovaly             | Slovacchia    |
| IV    | 2001 | Achensee             | Austria       |
| V     | 2002 | Achensee             | Austria       |
| VI    | 2003 | Donovaly             | Slovacchia    |
| VII   | 2004 | Wildhaus             | Svizzera      |
| VIII  | 2005 | Freudenstadt         | Germania      |
| IX    | 2006 | Schilpario           | Italia        |
| X     | 2007 | Triesenberg-Steg     | Liechtenstein |
| XI    | 2008 | Gaishorn am See      | Austria       |
| XII   | 2009 | Latky Mlaky          | Slovacchia    |
| XIII  | 2010 | Lygnasæter           | Norvegia      |
| XIV   | 2011 | Östersund            | Svezia        |
| XV    | 2012 | Carcoforo (Valsesia) | Italia        |
| XVI   | 2013 | Tartu                | Estonia       |
| XVII  | 2015 | Reinosa              | Spagna        |
| XVIII | 2016 | Otepää               | Estonia       |
| XIX   | 2017 | Otepää               | Estonia       |
| XX    | 2018 | Piano Vetore         | Italia        |
| XXI   | 2019 | Cheile Gradistei     | Romania       |
| XXII  | 2020 | Cheile Gradistei     | Romania       |